# Enicospilus apicalis
Enicospilus apicalis là một loài tò vò trong họ Ichneumonidae.